# Cramele Recaș
Cramele Recaș este o companie producătoare de vinuri din România. Compania are sediul la Recaș, județul Timiș.
Compania administrează 1150 hectare de viță-de-vie și deține în portofoliu branduri de vinuri precum Solo Quinta, Sole, Cuvee Uberland, Muse, Regno Recaș, Conacul Ambrozy, Domeniile Recaș, Castel Huniade, Schwaben Wein.
Cifra de afaceri:
- 2007: 10 milioane euro [1]
- 2013: 19,4 milioane euro [2]

## Istorie
În anul 1319, nobilul maghiar Dominik de Saar este amintit într-o cronică a vremii ca proprietar al moșiei Rygachtelkue (Recaș). În diplomele regelui Ludovic cel Mare din 1359 este menționată donația către fiii săi a proprietății Rykas din apropierea Timișului. În listele de dijmă de la Vatican ale bisericii catolice, așezarea Rykas nu este amintită, de unde prezumția că populația era de religie ortodoxă; Tot în 1359, sunt colonizate, cu aprobarea regelui Ludovic cel Mare, mai multe familii de români ortodocși care primesc loturi de pământ și alte privilegii. Cea mai veche mențiune despre existența viilor din Recaș datează din 11 noiembrie 1447  într-un act care arată că Mihail de Ciorna, Banul Severinului, cumpăra viile de la Ioan și Ecaterina Magyar pentru 32 florini ungurești de aur.
Compania Cramele Recaș S.A. a fost înființată în 1991 și cuprinde D.O.C.-ul Recaș și I.G.-ul Dealurile Timișului. Sediul central al companiei este situat în localitatea Recaș, județul Timiș. Crama din cărămidă cu săli boltite a fost construită în 1945 și cuprinde: sala de degustare, aflată la 9 m sub pământ, vinoteca și sala de baricuri - cu aproximativ 250 de butoaie de 225 L din lemn de stejar. 

## Climă, soiuri și producție
Soiurile de struguri cultivate de Cramele Recaș sunt: Merlot, Pinot Noir, Cabernet Franc, Syrah, Negru de Drăgășani, Novac, Acalon, Cabernet Dorsa, Zweigelt, Cadarcă, Chardonnay, Sauvignon Blanc, Fetească Regală, Fetească Albă, Pinot Gris, Viognier, Muscat Ottonel, Furmint, Riesling Italian, Riesling de Rin. 
Clima este de tip continental, cu influențe moderate de la râul Bega și colinele Carpaților Occidentali. Zona are o expunere la soare, cu pante în direcție sudică și vestică. 
Tipurile de sol variază de la brun-roșcat de pădure, până la sol cu conținut ridicat de oxizi de fier, iar substratul este o rocă de bază calcaroasă.

## Mărci de vinuri
Conacul Ambrozy, Cuvee Uberland, Solo Quinta, Muse, Selene, Sole, La Putere, Cocoșul dintre Vii, Castel Huniade, Schwaben Wein, Domeniile Recas, Regno Recas
Mărci de „export exclusive”: Călușari, Umbrele, Paparuda, Dreambird, Dreamfish, I Am, Legendary, Frunza, Torre Rika, Bradshaw, Mărțișor Pinot Grigio, Dragon Hill, Balaur, Werewolf, Balaur, Phantom River, Medvetanc